# Alexander Iwanowitsch Dolguschin
Alexander Iwanowitsch Dolguschin (russisch Александр Иванович Долгушин; * 7. März 1946 in Moskau; † 17. April 2006 ebenda) war ein sowjetischer Wasserballspieler. Bei Olympischen Spielen gewann er mit der sowjetischen Nationalmannschaft 1968 eine Silbermedaille sowie 1972 Gold. 1975 war er Weltmeister und 1973 Weltmeisterschaftszweiter sowie 1966 und 1970 Europameister.

## Sportliche Karriere
Der 1,87 m große Defensivspezialist spielte für den Tsentralny sportivny klub Voenno-Morskogo Flota Moskva, den Sportklub der Marine. Mit diesem Verein gewann Dolguschin zwischen 1964 und 1978 zehn sowjetische Meistertitel.
Dolguschins internationale Karriere begann bei der Europameisterschaft 1966 in Utrecht. Die sowjetische Mannschaft gewann ihre Vorrundengruppe und belegte in der Zwischenrunde hinter Italien den zweiten Platz, wobei der direkte Vergleich mit 3:3 unentschieden endete. In der Finalrunde besiegte die sowjetische Mannschaft die Mannschaft aus der DDR und spielte gegen die Jugoslawen unentschieden. Die Sowjetunion gewann den Titel vor der Mannschaft aus der DDR und den Jugoslawen, die Italiener belegten den vierten Platz. Zwei Jahre später bei den Olympischen Spielen 1968 in Mexiko-Stadt belegte die sowjetische Mannschaft in der Vorrunde den zweiten Platz hinter den Ungarn und besiegte im Halbfinale die Italiener mit 8:5. Im Finale gegen die Jugoslawen unterlag die sowjetische Mannschaft mit 11:13 Toren. Dolguschin warf in der Vorrunde fünf Tore, in Halbfinale und Finale erzielte er keinen Treffer. 1970 bei der Europameisterschaft in Barcelona gewann die sowjetische Mannschaft den Titel mit neun Siegen in neun Spielen, Zweite wurden die Ungarn vor den Jugoslawen.
Bei seinen zweiten Olympischen Spielen 1972 in München wirkte Dolguschin in allen acht Partien mit und erzielte im Vorrundenspiel gegen Japan zwei Tore. Die sowjetische Mannschaft verlor kein Spiel, die Partien gegen die Ungarn und gegen das US-Team endeten unentschieden. Am Ende lagen die Ungarn nach Punkten gleichauf mit der sowjetischen Mannschaft, die aber durch die bessere Tordifferenz die erste olympische Goldmedaille für die Sowjetunion im Wasserball gewann. 1975 bei der Weltmeisterschaft in Cali siegte das sowjetische Team im letzten Spiel mit 5:4 über die Ungarn und gewann damit Gold vor den Ungarn und den Italienern. 1976 erreichte das sowjetische Team bei den Olympischen Spielen in Montreal nur den achten Platz. Dolguschin warf im Turnierverlauf zwei Tore.
2010 wurde Dolguschin in die International Swimming Hall of Fame (ISHOF) aufgenommen. In der Laudatio wurde insbesondere an seine Duelle mit dem ungarischen Stürmerstar István Szívós junior erinnert.